# Herbert Joeks
Herbert Joeks, pseudoniem van Herman Jozef van Hugten (Amsterdam, 26 november 1915 – aldaar, 28 juli 1993) was een Nederlands acteur en zanger.

## Biografie

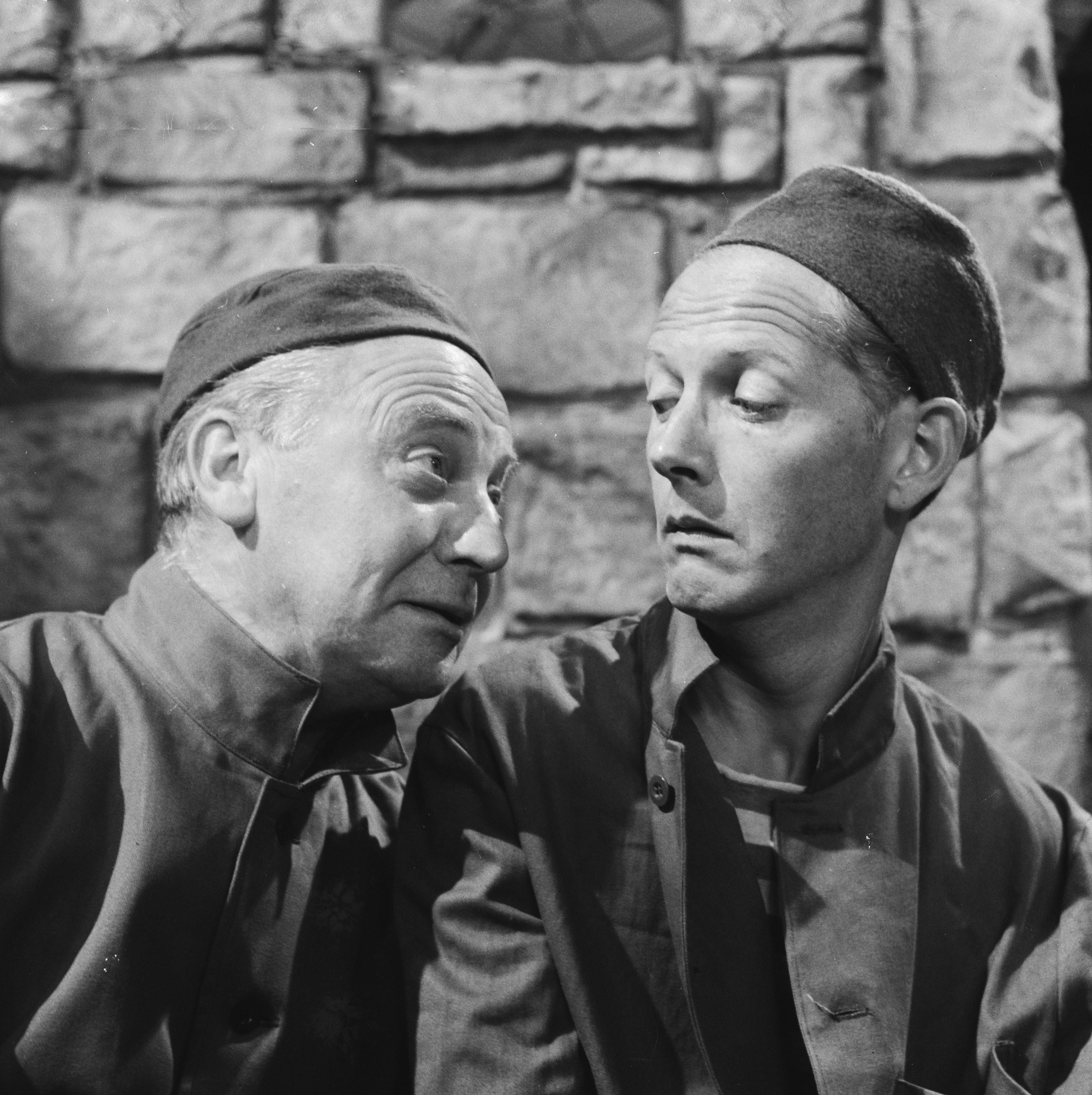
Tv-spel De opgeschreven man van Brendan Behan (1959), met links Frits van Dijk en rechts Herbert Joeks

Als kind heeft Joeks al belangstelling voor toneel en hij speelt in zijn jeugd al snel rollen bij het amateurtoneel. Omdat hij van het amateurtoneel niet kan leven, gaat hij werken als verkoper in een modemagazijn. De bezetting van Nederland door Duitsland in mei 1940 doet hem terugkeren naar zijn oude liefde; om aan tewerkstelling in Duitsland te ontkomen voegt hij zich bij een cabaret. Bij het gezelschap Trianon dat onder leiding staat van Dolly Dolores zingt hij Weense liedjes en houdt conferences. Maar zijn nieuw hervonden carrière duurt niet lang; al snel moet hij onderduiken.
Na de bevrijding stopt Joeks definitief met verkopen van kleding. Rens van Dorth engageert hem voor zijn revuegezelschap. Later zingt hij bij het gezelschap van Herman Tholen, Gerard Walden en Berry Kievits en bij Faveur. In 1947 krijgt hij een vast contract bij het Theater Plezier van Floris Meslier, waar hij drie jaar blijft. In diezelfde tijd treedt hij ook veelvuldig op voor de radio in programma’s als De bonte dinsdagavondtrein, Mimoza en Negen heit de klok. Als hij in 1951 opstapt bij Meslier wordt hij door de Snip en Snap Revue ingehuurd. Intussen komt ook de televisie op en in 1955 gaat Joeks werken bij de vaste toneelkern van de NTS. Tussen 1955 en 1958 speelt hij zo’n honderd rollen in diverse producties.
Als de toneelkern in 1958 wordt ontbonden gaat Joeks verder als freelancer.
Joeks speelt in diverse televisieprogramma’s, films (Fanfare, Het wonderlijke leven van Willem Parel), cabaret en toneelstukken. Hij krijgt nationale bekendheid met de rol van de indiaan Klukkluk in de televisieserie Pipo de Clown. Hij zal dit personage tussen 1958 en 1980 diverse keren vertolken. Een aantal uitspraken van Klukkluk is inmiddels in het Nederlands taalgebruik opgenomen, bijvoorbeeld: ‘dit is toch van de gekke’. Ook los van de serie rond Pipo blijft Joeks Klukkluk spelen, onder andere in speciale voorstellingen voor kinderen. Tussen 1974 en 1980 speelt hij nog in het revuegezelschap van Coos van de Velde. Dan zet hij een punt achter zijn carrière.
Hij overleed op 77-jarige leeftijd in het Antoni van Leeuwenhoek Ziekenhuis in Amsterdam.

## Televisieseries

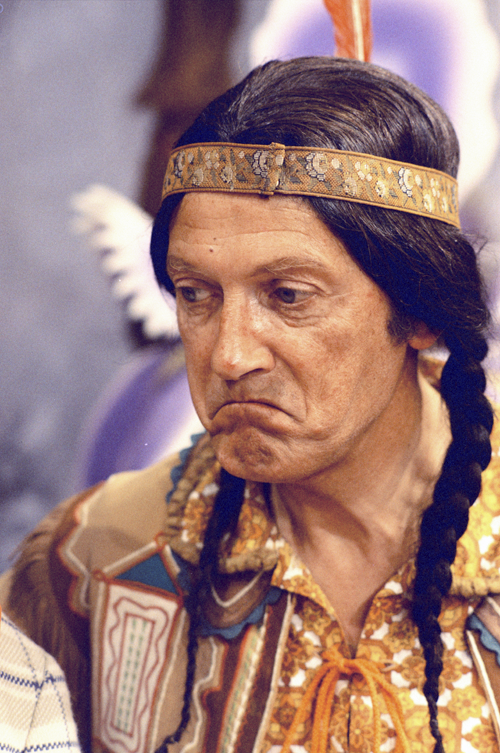
Herbert Joeks als Klukkluk in Pipo de Clown in 1973

| Jaar      | Productie                                           | Rol                       |
| --------- | --------------------------------------------------- | ------------------------- |
| 1957      | Pension Hommeles                                    | Pensiongast dhr. Bloem    |
| 1958      | Pipo de Clown                                       | Klukkluk                  |
| 1960-1961 | Bas Boterbloem                                      | Professor Totebol         |
| 1962      | De Avonturen van Okkie Trooy                        | Ouwe Joessoef             |
| 1962      | Stadhuis op stelten                                 | Gemeentesecretaris Jansen |
| 1968      | Het Dagboek van Joop ter Heul                       | Fotograaf                 |
| 1969      | Tot de dood ons scheidt                             | Ambtenaar                 |
| 1972      | Kunt u mij de weg naar Hamelen vertellen, mijnheer? | Aardworm Ubag             |
| 1973      | Swiebertje                                          | Hendrik Kleun             |
| 1975      | De verlossing                                       | Dhr. Citroen              |
| 1977      | Hollands Glorie                                     | Doodgraver Bongerds       |
| 1978      | Laden maar                                          | Van der Lat               |
| 1978      | Dagboek van een herdershond                         | notarisklerk              |
| 1987      | Familie Oudenrijn                                   | Meneer van Tongeren       |
| 1991      | Medisch Centrum West                                | patiënt                   |

## Films
| Jaar | Productie                              | Rol                                        |
| ---- | -------------------------------------- | ------------------------------------------ |
| 1953 | Sterren Stralen Overal                 | Begrafenisondernemer                       |
| 1955 | Het wonderlijke leven van Willem Parel | Directeur van Radio-omroep "De Windwijzer" |
| 1958 | Fanfare                                | Koendering                                 |
| 1960 | De zaak M.P.                           | Snelfotograaf                              |
| 1975 | Pipo en de piraten van toen            | Klukkluk                                   |
| 1982 | De Boezemvriend                        | Patiënt                                    |